# Juan Pedro Damiani

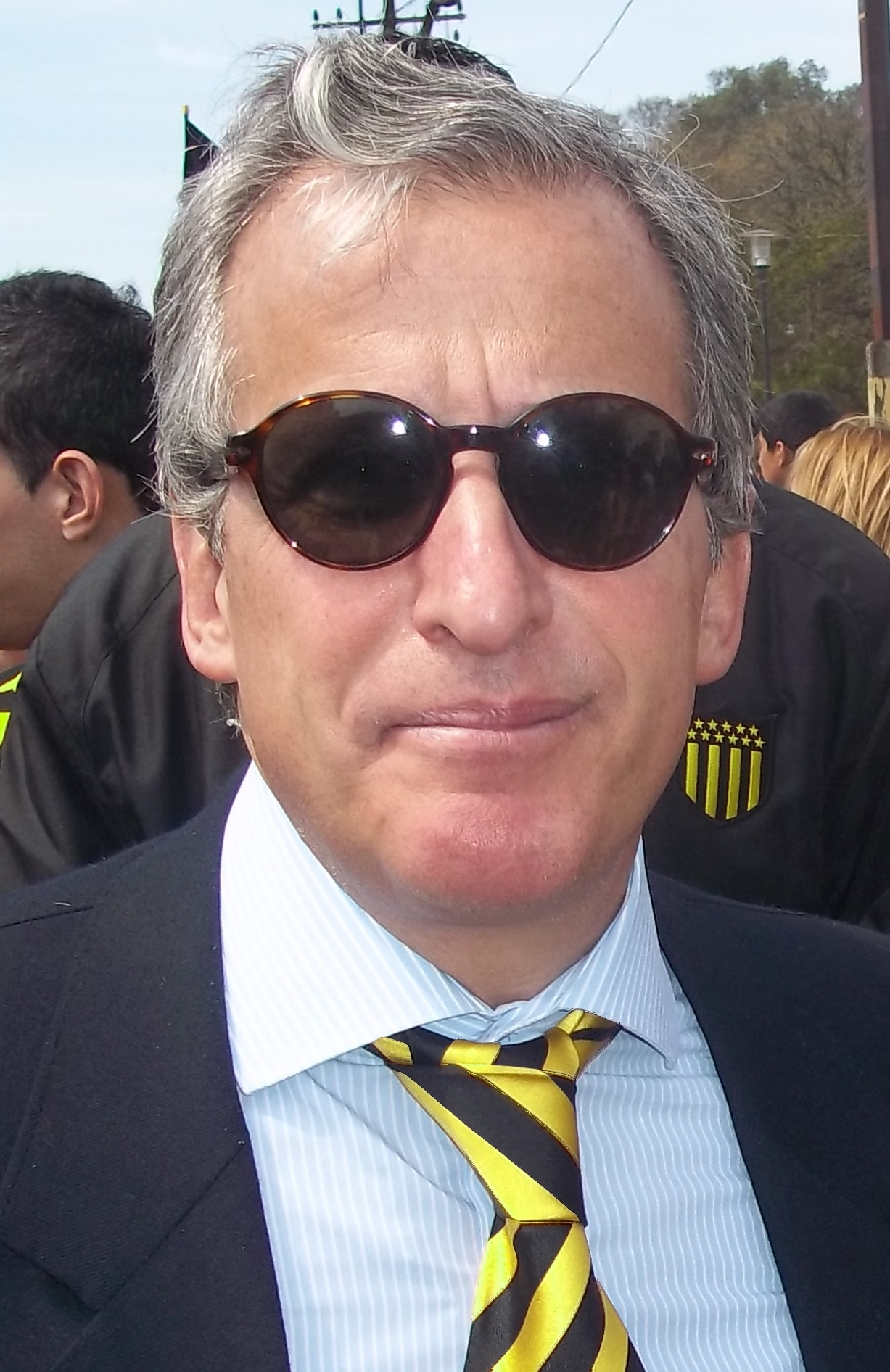
Juan Pedro Damiani (2011)

Juan Pedro Damiani (* 14. Juni 1958) ist ein uruguayischer Fußballfunktionär, Rechtsanwalt und ehemaliges Mitglied der FIFA-Ethikkommission.
Damianis Rücktritt aus der Kommission steht dabei im Zusammenhang mit seiner Verbindung zu den sogenannten Panama Papers. Er soll drei Angeklagten im sogenannten FIFA-Skandal geholfen haben, Offshore-Firmen zu gründen. 

## Nationale Karriere
Damiani ist seit 2008 Präsident von Peñarol Montevideo. Im November 2011 und im Dezember 2014 wurde er für eine Wahlperiode von jeweils drei weiteren Jahren im Amt bestätigt.
Im März 2016 war zudem klar geworden, dass zwischen Juan Pedro Damiani und dem uruguayischen Fußballfunktionär Eugenio Figueredo geschäftliche Verbindungen existierten. Der FIFA-Funktionär Figueredo steht im Zentrum von Korruptionsermittlungen.

## Internationale Karriere
Von 2006 bis zu seinem Rücktritt am 6. April 2016 war er Mitglied in der Ethik-Kommission der FIFA und dort Mitglied der 2012 eingeführten rechtsprechenden Kammer.
Nachdem Gianni Infantino 2016 die FIFA-Präsidentschaft übernommen hatte, brachte eine Untersuchung die korrupte Beziehung zwischen Damiani und Eugenio Figueredo, dem ehemaligen FIFA-Vizepräsidenten, ans Licht. Figueredo wurde von den US-Behörden wegen seiner Rolle in der mutmaßlichen Bestechungsverschwörung wegen Betrugs und Geldwäsche angeklagt. Es stellte sich heraus, dass Damiani und sein Unternehmen mindestens sieben mit Figueredo verbundenen Offshore-Unternehmen Rechtsbeistand geleistet haben. Die Enthüllung der Beziehung war das Ergebnis von mehr als 11 Millionen Dokumenten einer in Panama ansässigen Anwaltskanzlei, den sogenannten Panama Papers, die über die Süddeutsche Zeitung veröffentlicht wurden.